# إثيل فينتر
إثيل فينتر (بالإنجليزية: Ethel Winter)‏ هي معلمة موسيقى وراقصة باليه أمريكية، ولدت في 18 يونيو 1924، وتوفيت في 10 مارس 2012.

## وصلات خارجية
- إثيل فينتر على موقع قاعدة بيانات برودواي على الإنترنت (الإنجليزية)